# Keyhole Markup Language
KML (Keyhole Markup Language) — це формат файлу, який використовується для збереження географічної інформації, такої як точки, лінії, полігони, маршрути та зображення, які можна візуалізувати на картах.

### Основні характеристики KML
- Текстовий формат на основі XML (можна відкрити в будь-якому текстовому редакторі).
- Розроблений компанією Keyhole Inc., яка згодом була куплена Google.
- Використовується в Google Earth, Google Maps, ArcGIS, QGIS та інших ГІС-програмах.

Карта полів в kml форматі

### Що можна зберігати в KML
- Точки (мітки на карті).
- Лінії (маршрути, дороги).
- Полігони (області, межі, поля).
- Шари зображень (наприклад, ортофото).

Також цей формат використовується при створенню карт полів в сільському господарстві 
Приклад де є потреба в картах kml формату.
Приклад як створити карту полів в Google Earth. Youtube інструкція 